# Iàsne (Crimea)
|  | Per a altres significats, vegeu «Iàsnoie». |

Iàsne (en (ucraïnès): Ясне) és un poble de la República Autònoma de Crimea a Ucraïna, que el 2014 tenia 90 habitants. Pertany al districte rural de Djankoi.